# Bạc Liêu (tỉnh)
Bạc Liêu là một tỉnh cũ ven biển thuộc vùng Đồng bằng sông Cửu Long, nằm trên bán đảo Cà Mau, miền đất cực nam của Việt Nam.

### Vị trí địa lý

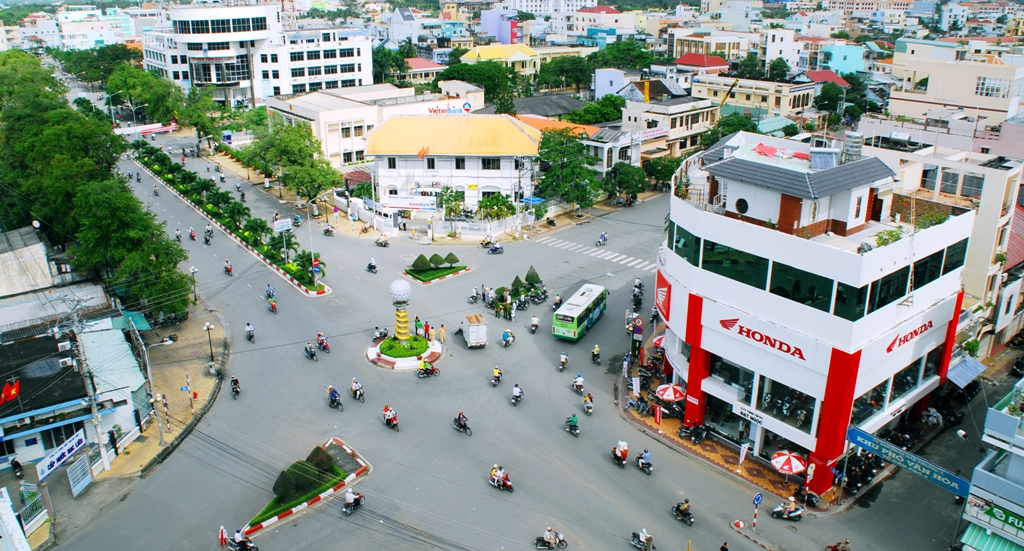
Ngã tư cầu Kim Sơn, TP. Bạc Liêu

#### Sông ngòi và nước ngầm

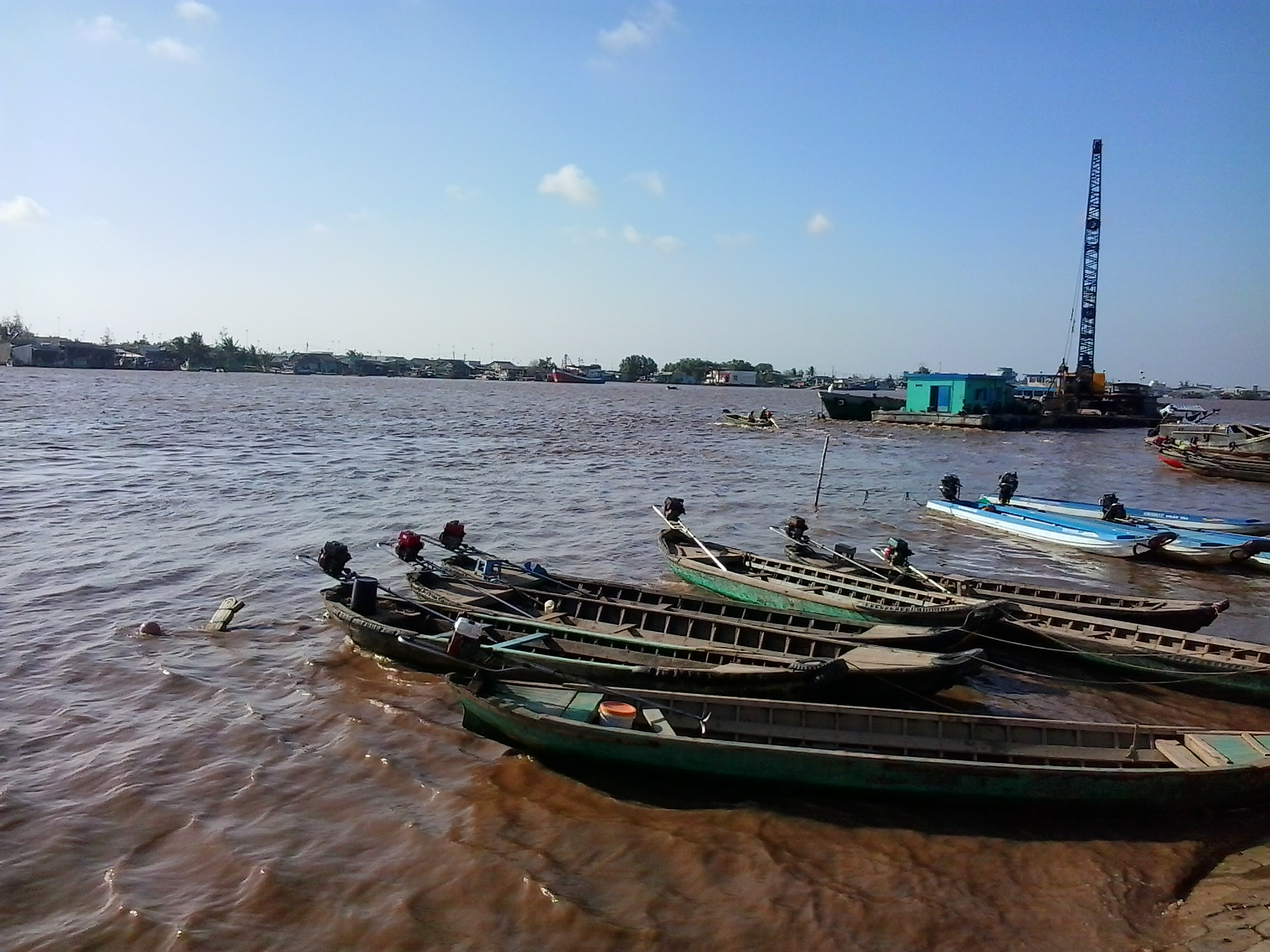
Sông Gành Hào, ranh giới tự nhiên
giữa tỉnh Bạc Liêu và tỉnh Cà Mau

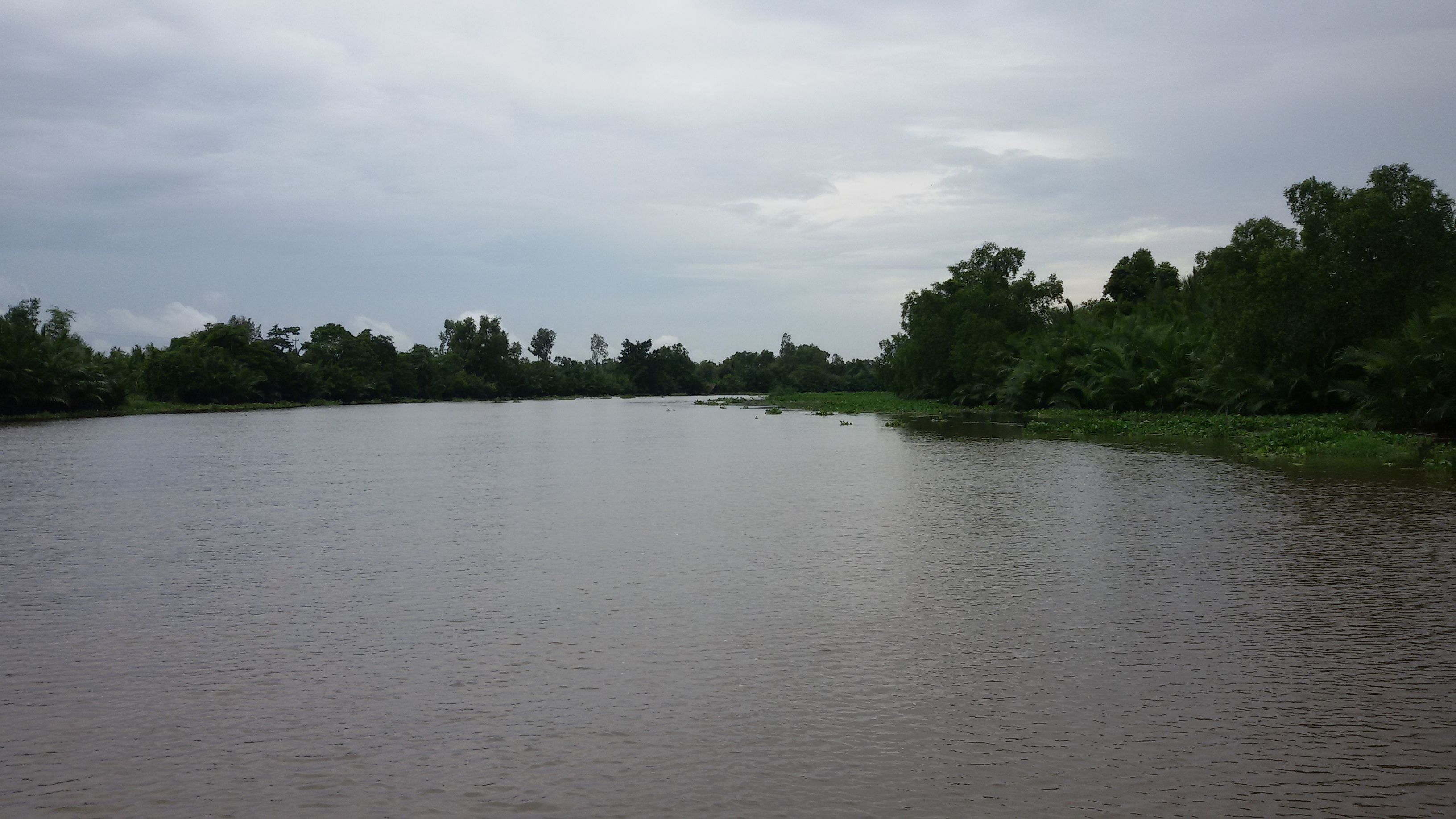
Sông Cái, ranh giới tự nhiên
giữa tỉnh Bạc Liêu và tỉnh Hậu Giang

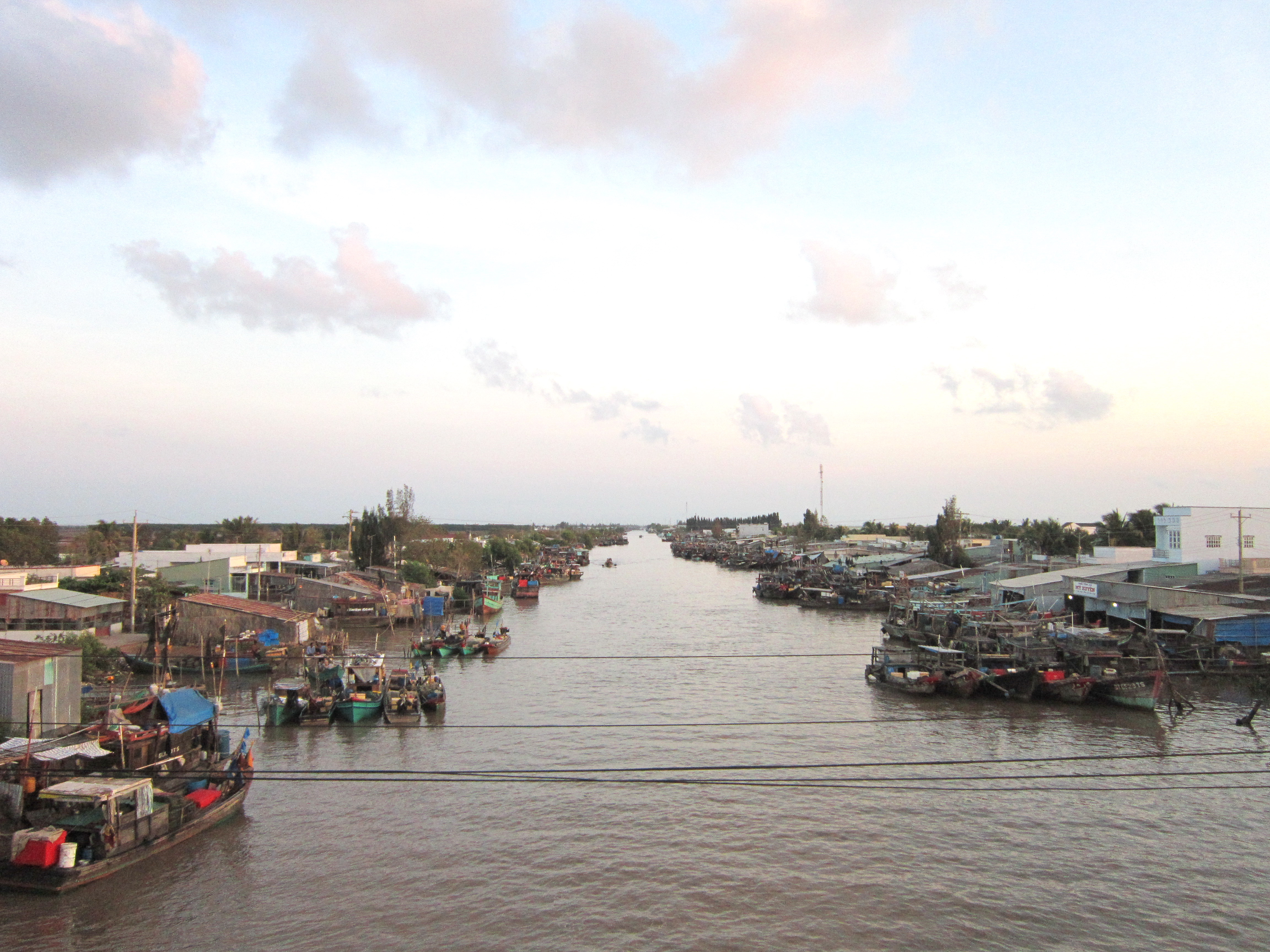
Kênh Nhà Mát ở TP. Bạc Liêu

### Thời Pháp thuộc

Bản đồ hạt Bạc Liêu năm 1896

Bản đồ hạt Rạch Giá năm 1895

### Giai đoạn 1945–1954

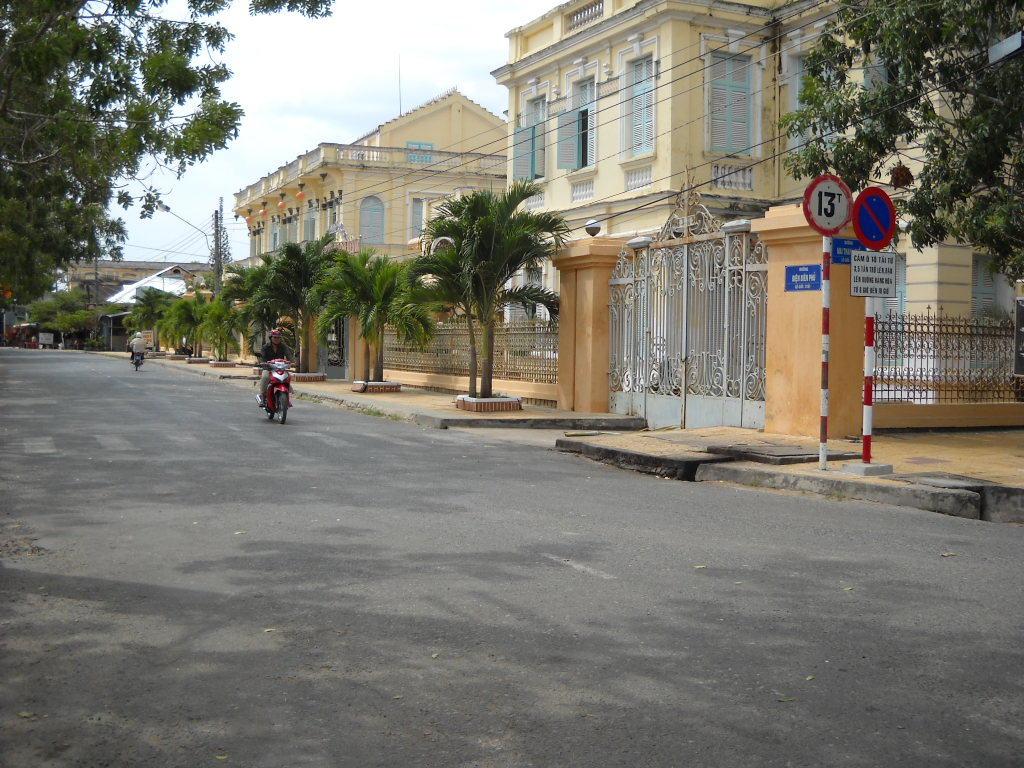
Nhà Công tử Bạc Liêu ở TP. Bạc Liêu